# Peter de Caluwe
Peter de Caluwe (Dendermonde, 1963) is een Belgisch dramaturg. Hij is sinds 2007 algemeen directeur-intendant van de Koninklijke Muntschouwburg van Brussel.
Peter de Caluwe studeerde literatuur en theatergeschiedenis aan de universiteiten van Gent, Brussel en Antwerpen. Een gedenkschrift over de geschiedenis van de enscenering van opera leverde hem zijn licentiaatsdiploma op. In 1986 wierf Gerard Mortier hem aan als dramaturg van De Munt. Hij werd er eveneens verantwoordelijk voor perscontacten, public relations en projecten voor jongeren.
Vanaf 1990 nodigden Pierre Audi en Truze Lodder, de nieuwe directietandem van De Nederlandse Opera in Amsterdam hem uit om zich bij hun team aan te sluiten. Hij bekleedde de functie van directeur interne en externe communicatie. In 1994 werd hij benoemd tot castingdirecteur en aanvaardde hij vanaf 1998 de functie van artistiek coördinator voor Pierre Audi. Hij was in totaal 16 jaar actief voor de Nederlandse Opera.
In juli 2007 keerde hij terug naar De Munt, als directeur-intendant volgde hij Bernard Foccroulle op. Hij leidt er een instelling met 400 personeelsleden en een budget van 33 miljoen euro. In 2017 werd zijn mandaat alvast verlengd voor een derde zesjarige ambtstermijn van 2019 tot 2025.
Peter de Caluwe is bestuurder van verschillende internationale culturele instellingen en is ook lid van het Europees Cultureel Parlement.

## Erkenning
Opernwelt noemde De Munt in 2011 het beste operahuis ter wereld. Ook in 2011 werd Peter de Caluwe door Radio Klara en Muziekcentrum Vlaanderen gekozen tot Muziekpersoonlijkheid van het Jaar. Peter de Caluwe kreeg ook de eerste Master Honoris Causa van de Kunsthogeschool Sint-Lucas in Brussel. Van 2011 tot 2013 was hij President van Opera Europa, de organisatie van professionele operahuizen en festivals in Europa. Macbeth kreeg in 2014 de prijs voor de beste productie. De Caluwe werd in 2013 overheidsmanager van het jaar 2012.
- commandeur in de kroonorde